# Cuqueron
Cuqueron település Franciaországban, Pyrénées-Atlantiques megyében. Lakosainak száma 189 fő (2022. január 1.). Cuqueron Monein és Parbayse községekkel határos.

## Népesség
A település népességének változása:
| Lakosok száma | 188  | 191  | 197  | 189  | 187  | 189  | 189  | 191  | 189  |
|               | 2013 | 2015 | 2016 | 2017 | 2018 | 2019 | 2020 | 2021 | 2022 |